# Луис Љоренс Торес (Порторико)
Луис Љоренс Торес (шп. Luis Lloréns Torres) град је у америчкој острвској територији Порторико, острвској држави Кариба.

## Демографија
По попису из 2010. године број становника је 2.912, што је 416 (-12,5%) становника мање него 2000. године.
| Група             | 2000.         | 2010.         |
| Белци             | 12 (0,4%)     | 26 (0,9%)     |
| Афроамериканци    | 156 (4,7%)    | 285 (9,8%)    |
| Азијати           | 0 (0,0%)      | 0 (0,0%)      |
| Хиспаноамериканци | 3.316 (99,6%) | 2.884 (99,0%) |
| Укупно            | 3.328         | 2.912         |